# ポルキア (フラ・バルトロメオ)

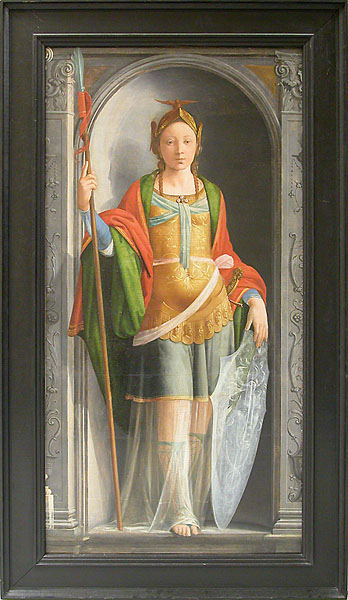
『ミネルヴァ』（1490-1495年ごろ）、ルーヴル美術館

『ポルキア』（伊: Porzia、英: Porcia）は、イタリア・ルネサンスの画家フラ・バルトロメオが1490-1495年ごろ、板上にテンペラで描いた絵画である。古代ローマ時代の女性ポルキア (Porcia) を表しており、ルーヴル美術館にある『ミネルヴァ』と対をなしている。作品はフィレンツェのウフィツィ美術館に所蔵されている。
絵画は1880年にはフィレンツェの国立美術館群収蔵庫に保存されていたが、第一次世界大戦中に別の安全な場所に保管するためにウフィツィ美術館を離れ、1925年以降は米国ワシントンD.C.のイタリア大使館に展示されていた。1992年に、ウフィツィ美術館内の「ミケランジェロと16世紀初期のフィレンツェの画家たちの広間」に展示するためにイタリアに戻された。本作は修復によって補われているが、画面中央に水平に横たわる大きな剥落をはじめとして画面の欠損は多く、保存状態は望ましいものとはいえない。

## 主題
壁龕から姿を現しているのは、マルクス・ポルキウス・カト・ウティケンシスの娘ポルキアである。彼女は、ユリウス・カエサルの暗殺者の1人であるマルクス・ユニウス・ブルトゥスと結婚した。カエサル暗殺後、夫が紀元前42年のフィリッピの戦いで政敵に敗れ、自殺すると、彼女は石炭を呑み込んで夫の後を追ったとされている。彼女の足元にある石炭は、彼女を特定化するアトリビュートとして描かれている。ポルキアは、ルネサンス期のイタリアにおいてはジョヴァンニ・ボッカッチョの『名婦列伝』などによって知られていたが、この主題の選択は、フィレンツェが少なくとも形式的には堅持していた共和制の称揚にもつながるものである。

## 作品
ポルキアの目立つ、厳粛な襞とともに垂れ下がっている大きな衣服は身体のボリューム感を高めており、通常、彫刻用の壁龕に彼女が配置されていることもそのボリューム感に寄与している。ポルキアの姿は右側からの強い光で照らされている。彼女は何かに驚いたかのように上体を反らし、視線を右側に向けると同時に腰の高さにまで上げた右手で同じ方向を指し示している。
本作および本作とほぼ同じ形状を持つ『ミネルヴァ』は、一連の作品として制作されたものと考えられる。これら2作が本来、どのような場所のために制作されたかは判明していないが、女性の美徳を表す女性像の連作として構想され、おそらく個人の邸宅の装飾として制作された可能性が高い。また、これら2作で完結するものであったのか、より大規模な連作の一部であったのかも不明である。ポルキアの右手が指し示す先に、別の作品があったとも考えうる。